# Тривульцио, Теодоро
Теодоро Тривульцио (итал. Teodoro Trivulzio, фр. Théodore de Trivulce; 1458, Милан — 1531, Лион), граф де Каурия, маркиз ди Пиколеоне и Валлеманья — французский военачальник, маршал Франции.

## Биография
Сын Пьеро Тривульцио и Лауры де Боссис, брат миланского губернатора Луиджи Тривульцио, кардинала Антонио Тривульцио и миланского сенатора Джованни Тривульцио, двоюродный брат маршала Франции Джан Джакомо Тривульцио.
Начинал военную карьеру на службе Ферранте Неаполитанского, а во время Итальянских войн перешел к Людовику XII. Сражался в авангарде французской армии в битвах при Аньяделло (1509), где возглавлял тридцать ломбардских тяжеловооруженных всадников и шестьдесят лучников, и при Равенне (1512).
В 1521 году сопровождал маршала Лотрека, заставившего имперцев снять осаду Пармы. Во время захвата Милана войсками Просперо Колонны в ноябре того же года оборонявшие предместье венецианцы покинули свою позицию и отряд швейцарской гвардии последовал их примеру. Больной Тривульцио, лежавший в одном из домов рядом с позицией, выбежал на шум без кирасы и шлема, был окружен, ранен и взят в плен.
В 1523 году был назначен командовать союзными венецианскими войсками, но в следующем году Адриатическая республика заключила соглашение с императором Карлом V и Тривульцио, как сторонника французов, отстранили от командования.
В 1525 году, будучи губернатором Милана, в последний раз занятого французскими войсками, покинул город после разгрома короля Франциска I в битве при Павии и ушел со своим двухтысячным отрядом за Тичино.
Возвращаясь из испанского плена, король 23 марта 1526 в Даксе назначил Тривульцио маршалом Франции на место умершего Шабанна и в том же году сделал его губернатором Лиона.
Назначенный в 1527 году королевским наместником в Генуе, с горсткой солдат оборонял замок от восставшего народа и сдался в конце октября 1528, исчерпав запасы провизии.
Побывавший губернатором Генуи, Милана и Вероны, и пожалованный в рыцари ордена короля, Теодоро Тривульцио умер в своем лионском губернаторстве и был погребен в церкви якобинцев.

## Семья
Жена: Бона Бевилаква из Феррары
Дочь:
- Джулия. Муж: Джованни Франческо Тривульцио

Бастарды:
- Элизабетта
- Сузанна
- Лаура